# Dichapetalum gabonense
Dichapetalum gabonense är en tvåhjärtbladig växtart som beskrevs av Adolf Engler. Dichapetalum gabonense ingår i släktet Dichapetalum och familjen Dichapetalaceae. Inga underarter finns listade i Catalogue of Life.